# 渡部光夏
渡部 光夏（わたべ ありか、1989年5月21日 - ）は日本のミュージカル女優。 M&Sカンパニー所属。

## 人物
幼い頃からダンスを始め、中学3年生の時に見た『キャッツ』に影響を受け、ミュージカルの道へ進む。これまで多数の舞台に出演。また、大手テーマパークMC、バックダンサーやMV出演等、幅広く活動。
2020年9月16日、自身初のオリジナルソング『My life』をリリース。

## 出演

### 舞台
- GANG 2010（2010年1月8日 - 10日、 稲城市立iプラザホール）
- なつきとオバケくぬぎ（2010年6月22日 - 27日、アイピット目白）
- One Night Magician（2010年10月8日 - 11日、ラゾーナ川崎プラザソル）
- いつか見上げた青い空（2011年4月28日 - 5月1日、ラゾーナ川崎プラザソル）
- スーパーLIVEショー「ダブルヒロイン」（2011年9月22日・24日 - 26日、品川ステラボール）
- 赤毛のアン（2012年8月20日、大宮ソニックシティ/ 2012年8月21日 - 22日、新宿文化センター）
- サクラ大戦　紐育星組ショウ2013 ～ワイルド・ウエスト・希望～（2013年7月26日 - 28日、日本青年館大ホール）
- emptyrecord -からっぽ- （2014年1月9日 - 13日、 アルテリオ小劇場）
- 神様はじめました THE MUSICAL♪（2015年3月21日 - 29日、 東京芸術劇場 プレイハウス）
- ジェットラグプロデュース「みんなのうた」 （2015年5月8日 - 11日、紀伊國屋ホール）
- 神様はじめました THE MUSICAL♪2016（2016年1月15日 - 21日、AiiA 2.5 Theater Tokyo）
- ブロードウェイミュージカル「ピーターパン」（2016年7月24日 - 8月3日、東京国際フォーラム ホールC ）- カーリー 役
- バイトショウ（2018年8月18日- 19日、神奈川県立青少年センター 紅葉坂ホール）
- だいすけお兄さんの世界迷作劇場 パート3 2019-20（2019年7月20日 - 2020年2月8日 ）- 沙悟浄 役・金角 役
- 魔女の宅急便（2021年3月25日 - 28日、新国立劇場 中劇場 / 2021年4月10日 - 11日、愛知県芸術劇場 大ホール / 2021年4月15日 - 18日、メルパルクホール大阪）- 先輩魔女 役
- オープニングナイト～桜咲高校ミュージカル部～（2021年7月2日 - 5日・8日 - 11日、日本青年館ホール / 2021年10月29日 - 11月7日、新国立劇場 中劇場）
- だいすけお兄さんの世界迷作劇場 Xmasスペシャルコンサート（2021年12月18日、メルパルクホール大阪 / 2021年12月21日、新宿文化センター / 2021年12月24日、浦安市文化会館）- 沙悟浄 役・キジ 役
- ミュージカル「DOROTHY（ドロシー）〜オズの魔法使い〜」（2022年8月27日 - 28日[注 1]、日本青年館ホール / 9月16日 - 19日、兵庫県立芸術文化センター 阪急中ホール 他）
- ザ・ビューティフル・ゲーム（2023年1月7日 - 26日、日生劇場 / 2023年2月4日 - 13日、梅田芸術劇場）
- だいすけお兄さんとまことお兄さんの世界迷作劇場 2023-24（2023年5月20日 - 2024年2月25日）- ピーターパン 役

### イベント
- 北島三郎特別公演（2013年3月7日 - 4月4日、明治座）
- 映画『ルパン三世』大ヒット祈願＆納涼イベント（2014年8月19日、増上寺）
- 水森かおり20周年記念メモリアルコンサート〜歌謡紀行〜（2015年9月25日、中野サンプラザホール / 2015年10月25日、大阪フェスティバルホール）
- Family Dream Live 2020 とどけみんなのおうち From 舞浜アンフィシアター（2020年11月29日、舞浜アンフィシアター）
- Family Dream Live 2023（2023年9月23日 - 24日、東京ドームシティホール / 2023年10月21日 - 22日、愛知県芸術劇場 大ホール / 2023年12月16日 - 17日、梅田芸術劇場）

### テレビ
- 映画『ルパン三世』CM（2014年）
- NHK 思い出のメロディー
- ミュージックステーション（2014年12月5日、テレビ朝日）
関ジャニ∞「がむしゃら行進曲」のバックダンサーとして出演。
- カナフルTV（2022年5月15日、テレビ神奈川）

### その他
- AKB48秋元才加・宮澤佐江のうっかりチャンネル（2011年、文化放送）ゲスト出演
- 真野恵里菜「NEXT MY SELF」MV（2013年）
- KANAGAWA Muffin（2022年、FMヨコハマ）ゲスト出演
- その他イベント・ライブ等多数出演

## ディスコグラフィー
- 『My life』2020年9月16日